# Paratropus mazuri
Paratropus mazuri är en skalbaggsart som beskrevs av Kanaar 1993. Paratropus mazuri ingår i släktet Paratropus och familjen stumpbaggar. Inga underarter finns listade i Catalogue of Life.